# 第十一克劳狄军团
第十一克劳狄军团（英語：Legio XI Claudia）古罗马军队建制名称。由尤利乌斯·凯撒于公元前58年建立并存在至5世纪。该军团曾参加罗马内战、腓立比战役等一系列相关军事活动，具有重要地影响与积极意义。

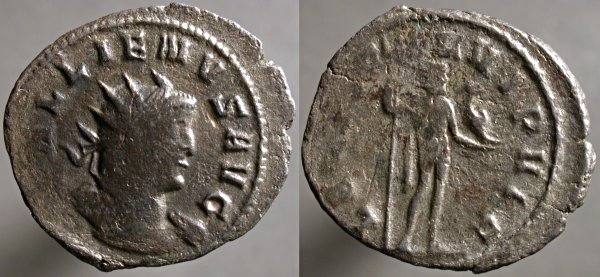
Antoninian des Gallienus
GALLIENVS AVGustus
LEGio XI CLaudia VI Pia VI Fidelis